# Východokorejský záliv

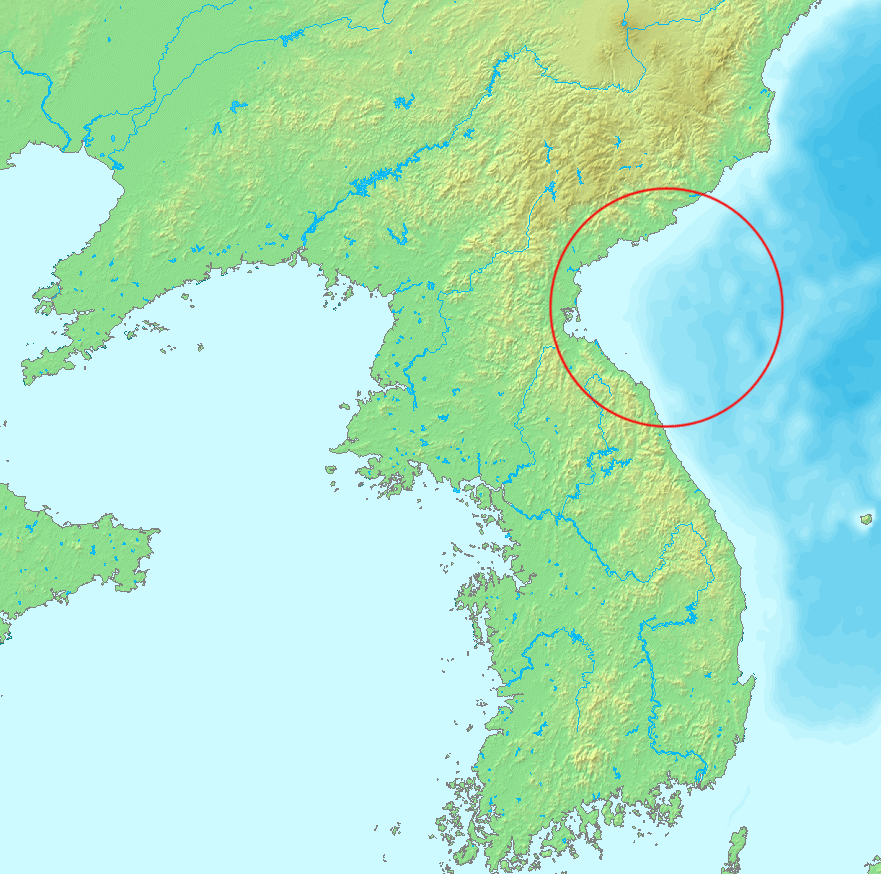
Poloha Východokorejského zálivu

Východokorejský záliv (korejsky 동조선만 – Tongdžosŏnman) je záliv Japonského moře u severovýchodních břehů Korejského poloostrova, přesněji u severokorejských provincií Kangwŏn a Jižní Hamgjŏng. Za jeho jižní konec je považováno korejské demilitarizované pásmo a za severní konec město Kimčchäk na jižním konci Severního Hamgjŏngu.
Významné přístavy zálivu jsou Wŏnsan a Hŭngnam.